# آرامگان استوایی

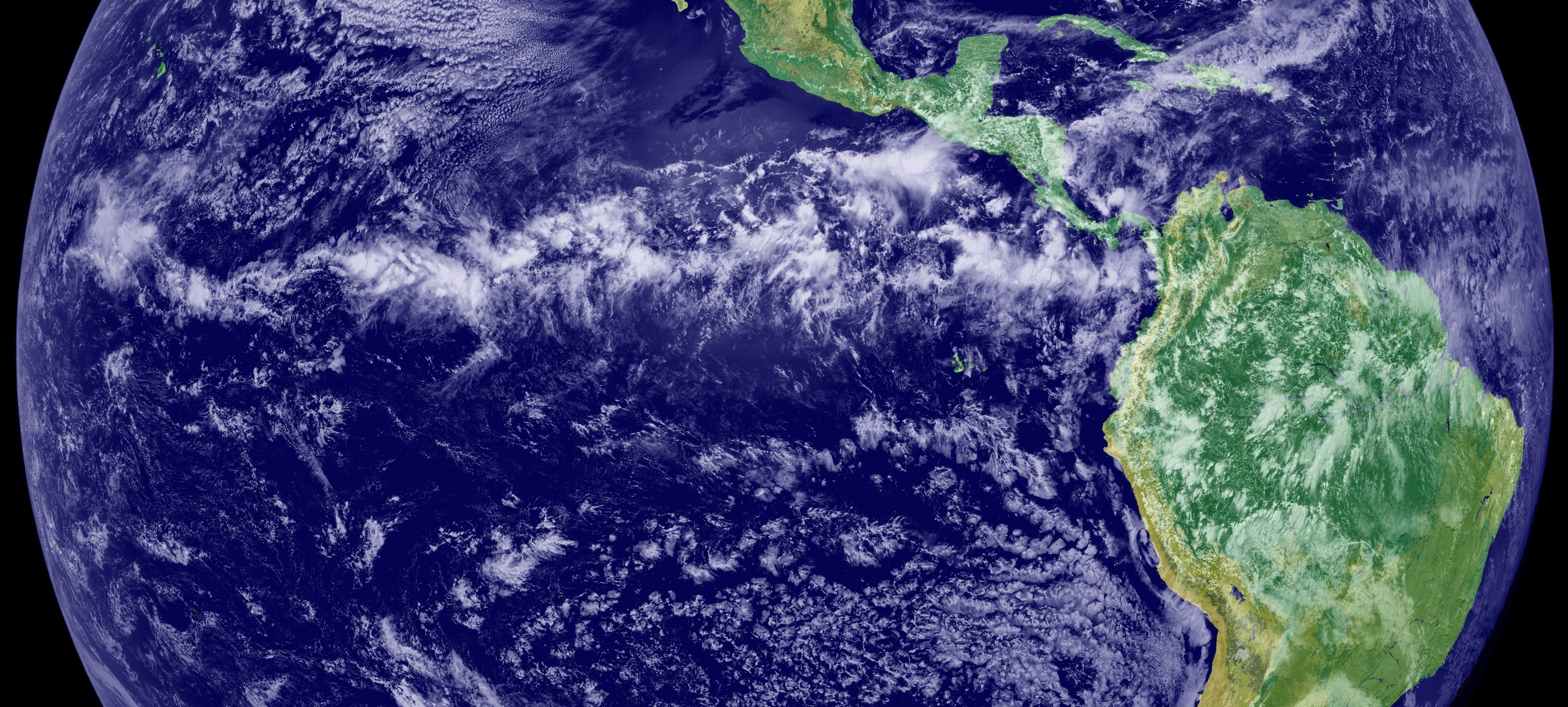
توفان‌های منطقه همگرایی درون‌حاره‌ای خط مشخصی را در شرق اقیانوس آرام پدید می‌آورند.

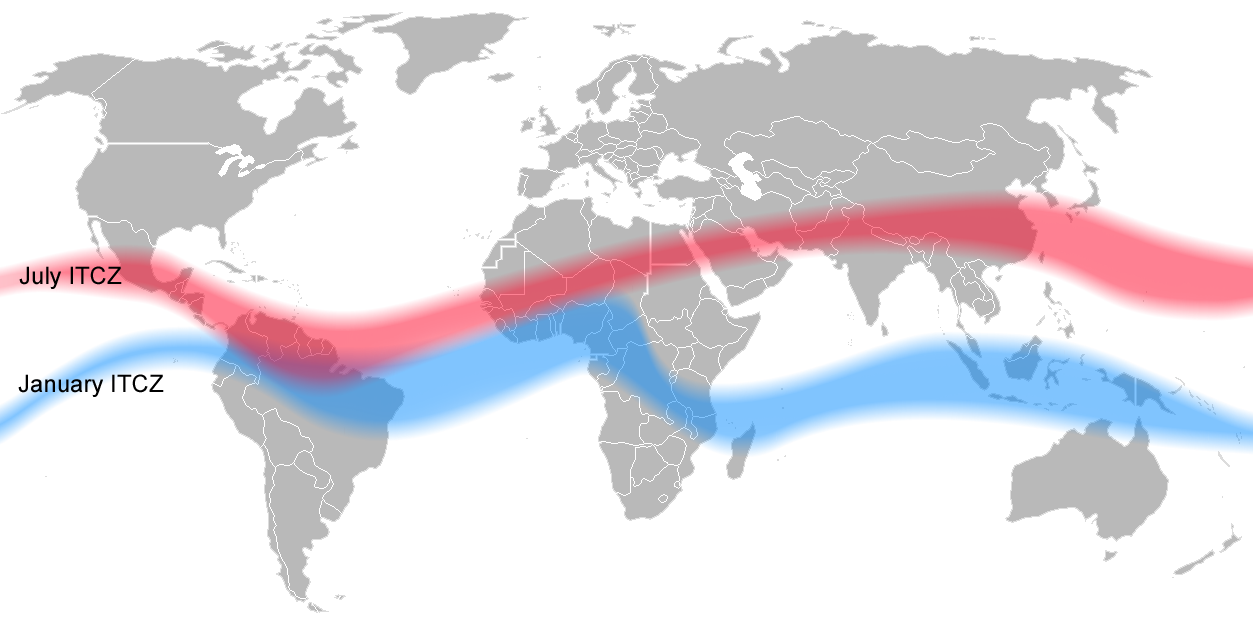
محل منطقه همگرایی درون‌حاره‌ای

آرامگان استوایی یا سکون استوایی بخشی از نواحی حارّه‌ای اقیانوس‌ها است که کم باد و آرام بوده و در قدیم کشتی‌های بادی در آنجا با سختی حرکت می‌کردند.
آرامگان استوایی یک ناوه (ناحیه‌ای کشیده در جوّ زمین با فشار نسبتاً کم) است که بر بادهای عمدتاًً آرام و ضعیف دلالت دارد.

## چگونگی شکل‌گیری
از دو کمربند پرفشار جنب‌حاره‌ای، شیب اختلاف فشار به طرف استواست، که به سمت چاله کم‌فشار استوایی هدایت می‌شود. بر پایه این الگو، هوایی که از پرفشار به کم‌فشار حرکت می‌کند به وسیله اثر کریولیس منحرف می‌شود. در نتیجه بادهای بسامان به وجود می‌آیند که از آن‌ها در تحت عنوان بادهای بسامان شمال خاوری و بادهای بسامان جنوب خاوری یاد می‌شود. این بادها، بادهای بسیار پایدار و مداومی هستند که خيلي کم انحراف حاصل می‌کنند. بادهای بسامان در محلی نزدیک استوا همگرا می‌شوند. برخورد بادهای بسامان با یکدیگر در منطقه باریکی صورت می‌گیرد که منطقه همگرایی درون‌حاره‌ای نامیده می‌شود. بادهای همگرا مستلزم صعود هوا هستند تا حجم هوای تازه‌واردی را فراهم سازند.
در امتداد قسمت‌هایی از چاله کم‌فشار استوایی در مواقع معینی از سال بادهای بسامان همگرا نمی‌شوند و در عوض کمربندی از بادهای متغیر تشکیل می‌شوند که آرامگان استوایی نامیده می‌شوند.
بادهای بسامان، آرامگان استوایی و منطقه همگرایی درون‌حاره‌ای، همراه با تغییر مکان کمربندهای فشار و خطوط همدما، به‌طور فصلی به طرف شمال و جنوب تغییر مکان می‌دهند. منطقه همگرایی درون‌حاره‌ای در روی اقیانوس‌های آرام و اطلس فقط چند درجه عرض جغرافیایی به شمال و جنوب حرکت می‌کند، اما به اندازه ۲۰ تا ۳۰ درجه عرض جغرافیایی را در روی آمریکای جنوبی، آفریقا و ناحیه بزرگ جنوب شرقی آسیا و اقیانوس هند را زیر پوشش قرار می‌دهد. تغییرات فصلی مهم در بادها، ابرناکی و بارندگی این تغییر مکان‌های منطقه همگرایی درون‌حاره‌ای و بادهای بسامان را همراهی می‌کنند.
در کمربندهای پرفشار جنب‌حاره‌ای هسته‌های پرفشار بزرگ و ساکن (واچرخندها) وجود دارند. در مراکز این هسته‌ها، بادها ضعیف هستند و در اطراف برد وسیعی از جهات قطب‌نما، توزیع شده‌اند. به‌علت فراوانی زیاد آرامگان، دریانوردان این کمربند را عرض‌های اسبی نامیده‌اند.